# Petit Auxey
Petit Auxey (zu deutsch etwa Klein Auxey) ist ein Weiler in der französischen Gemeinde Auxey-Duresses.

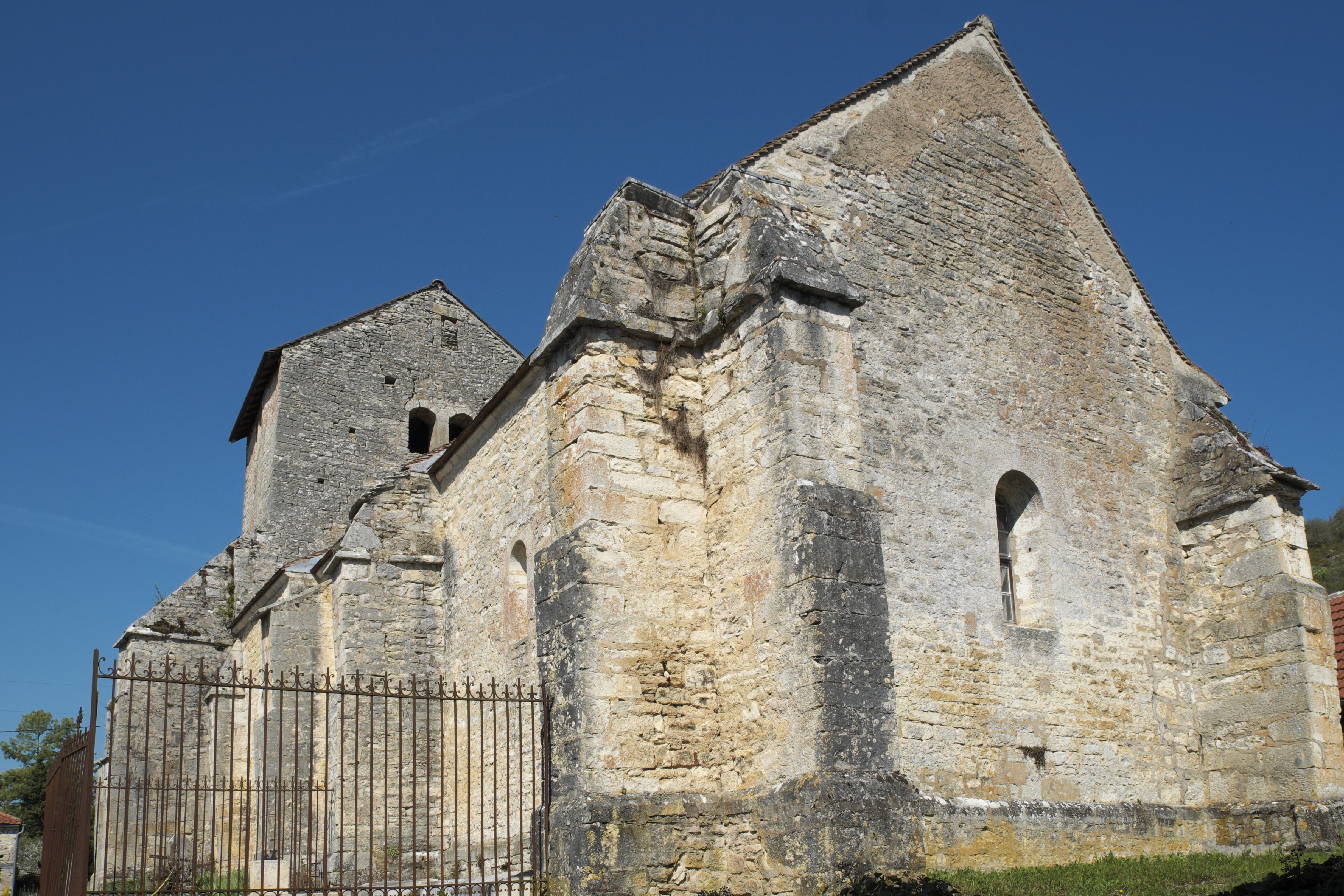
Auxey le Petit (Kirche im Zentrum von Petit Auxey)

## Geographische Lage
Der Gemeindeteil Petit Auxey liegt am orographisch linken (nördlichen) Ufer des Ruisseau des Cloux im Département Côte-d’Or, westlich des Gemeindezentrums.

## Verkehr
Der Ort ist vom Hauptort der Gemeinde über die Route de Beaune (D 973) zu erreichen. Kurz vor dem Eingang in den Ort zweigt die Route de Saint-Romain (D 17E) ab, die den Ort über Saint-Romain mit der D 17 verbindet.
An den öffentlichen Nahverkehr ist der Ort über die Bushaltestelle Petit Auxay angebunden.